# هندسة ديوفانتية
في الرياضيات، الهندسة الديوفانتية هي دراسة معادلات ديوفانتية بالأساليب القوية في الهندسة الجبرية. بحلول القرن العشرين، تبين لبعض علماء الرياضيات أن طرق الهندسة الجبرية هي أدوات مثالية لدراسة هذه المعادلات.
أربع نظريات في الهندسة الديوفانتية ذات أهمية أساسية تشمل هذه:
- Mordell–Weil Theorem
- Roth's Theorem
- Siegel's Theorem
- Falting's Theorem